# 阿部公彦
阿部 公彦（あべ まさひこ、1966年11月3日 - ）は、日本の英文学者、文芸評論家、東京大学教授。Ph.D.（ケンブリッジ大学、1997年）。神奈川県横浜市出身。

## 略歴

### 学歴
- 1985年3月：静岡聖光学院高等学校卒業
- 1989年3月：東京大学文学部卒業（英語英米文学専修課程）
- 1992年3月：東京大学大学院人文科学研究科英語英米文学専攻修士課程修了
- 1997年5月：ケンブリッジ大学大学院英語英米文学専攻博士課程修了.博論はWallace Stevens and the Aesthetic of Boredom 「ウォレス・スティーヴンズと退屈の美学」

### 教歴
- 1992年4月：東京大学文学部助手
- 1993年4月：帝京大学文学部助手
- 1997年4月：帝京大学文学部専任講師
- 2001年4月：東京大学人文社会系研究科助教授
- 2007年4月：同准教授
- 2018年4月：同教授

## 受賞歴
- 1998年、小説「荒れ野に行く」で早稲田文学新人賞受賞
- 2013年、『文学を〈凝視〉する』でサントリー学芸賞受賞[2]

## 主義・主張
- 2019年、大学入学共通テストの英語民間試験の延期決定について、民間試験が最初にあっておかしな制度が引っ張られたと語っている[3]。
- 英語民間試験の導入については「日本人を英語帝国主義の最底辺にする」と批判しており、さらに「過剰で歪んだ帰国子女幻想やインターナショナル・スクール信仰は、バイリンガルどころか、英語でも日本語でも日常会話がせいぜいで深い思考などできないセミリンガルを量産する可能性さえある」と指摘している[4]。

## 著書

### 単著
- 『モダンの近似値――スティーヴンズ・大江・アヴァンギャルド』松柏社、2001年
- 『即興文学のつくり方――オスカー・ワイルド、T・S・エリオット、W・C・ウィリアムズ、W・H・オーデン、ピーテル・ブリューゲル、チャールズ・トムリンソン、夏目漱石、小島信夫、大岡信、蓮實重彦、村上春樹、野球、サッカー』松柏社、2004年
- 『英詩のわかり方』研究社、2007年
- 『スローモーション考――残像に秘められた文化』南雲堂、2008年
- 『英語文章読本』研究社、2010年
- 『小説的思考のススメ――「気になる部分」だらけの日本文学』東京大学出版会、2012年
- 『文学を〈凝視する〉』岩波書店、2012年
- 『詩的思考のめざめ――心と言葉にほんとうは起きていること』東京大学出版会、2014年
- 『英語的思考を読む――英語文章読本II』研究社出版、2014年
- 『善意と悪意の英文学史――語り手は読者をどのように愛してきたか』東京大学出版会、2015年
- 『幼さという戦略――「かわいい」と成熟の物語作法』朝日選書、2015年
- 『名作をいじる 「らくがき式」で読む最初の1ページ』立東舎、2017年
- 『史上最悪の英語政策―ウソだらけの「4技能」看板』ひつじ書房、2017年
- 『理想のリスニング　「人間的モヤモヤ」を聞きとる英語の世界』東京大学出版会、2020年
- 『英文学教授が教えたがる 名作の英語』文藝春秋、2021年

### 編著
- 『しみじみ読むイギリス・アイルランド文学（現代文学短編作品集）』松柏社、2007年
- 『夏目漱石スペシャル　「文豪」を疑う　100分de名著』2019年3月放送テキスト、NHK出版

### 監修
- 『世界の文豪の家』X-Knowledge、2016年（共同監修：阿部賢一、楯岡求美、平山令二）

### 翻訳
- フランク・オコナー『フランク・オコナー短編集』岩波文庫、2008年
- バーナード・マラマッド『魔法の樽　他十二篇』岩波文庫、2013年
- ダイナ・フリード『ひと皿の小説案内――主人公たちがたべた50の食事』マール社、2015年（監修・翻訳）